# Berry Berenson
Berinthia "Berry" Berenson-Perkins (Murray Hill, 14 de abril de 1948 – Nova Iorque, 11 de setembro de 2001) foi uma fotógrafa, atriz e modelo norte-americana. Perkins, que era viúva do ator Anthony Perkins, morreu nos ataques de 11 de setembro como passageira no voo 11 da American Airlines.
Após uma breve carreira como modelo no final da década de 1960, Berenson tornou-se uma fotógrafa freelancer. Em 1973, suas fotografias foram publicadas em Life, Glamour, Vogue e Newsweek. Também atuou em vários filmes, incluindo Cat People com Malcolm McDowell, Remember My Name e Winter Kills.